# فيفي آن هولتين
فيفي آن هولتين (25 أغسطس 1911 - 15 يناير 2003) لاعبة متزلج فردي سويدية، الحائزة على الميدالية البرونزية الأولمبية لعام 1936 ، الحاصلة على ميدالية عالمية أربع مرات ، حاصلة على ميدالية برونزية أوروبية مرتين ، وبطلة وطنية سويدية عشر مرات.